# ثقافة الفلبين
ثقافة الفلبين هي مزيج من الثقافة الشرقية والثقافة الغربية، تأثّرت الثقافة في الفلبين قبل الاستعمار الإسباني للبلاد بتراث الملايو الأصلي في جنوب شرق آسيا، وبعد استعمار الإمبراطورية الإسبانية لأكثر من ثلاثة قرون وانتشار الكاثوليكية في جميع أنحاء الأرخبيل، أثّر النفوذ الإسباني بشكل كبير على ثقافة البلاد.
أصبحت الفلبين محكومه من قبل المكسيك وإسبانيا، حيث كان النفوذ الإسباني محدودا لبعض المناطق. على سبيل المثال، يمكن رؤية التأثير المكسيكي و الإسباني في الرقص والدين أكثر من الجوانب الأخرى. بعد الاستعمار الإسباني أصبحت الفلبين إقليم للولايات المتحده، و يتجسد ذلك في استخدام واسع للغة الإنجليزية وفي ثقافه البوب الجديده في ذلك الوقت في الفلبين. بقيت الفلبين إقليما للولايات المتحدة لمدة 50 عاماتقريبا.
أول استقرار في ماليزيا كان من قبل الفلبين، واليوم رغم عددهم القليل فإنهم يحافظون على حياتهم و ثقافتهم التقليدية، ومن بعدهم جاء الاسترونيزيون أو بالتحديد المالايو – بولينيزيا.
ثقافة الاسترونيزيين اليوم واضحة جدا من خلال العرق أو اللغة أو الطعام أو الرقص، و تشمل تقريبا جميع الجوانب الثقافية.
عمل الاسترونيزيين في التجارة مع الصين والهند وبالا وماليزيه وأمريكا وماليزيا وبابوا وجزر غرب المحيط الهادئ وجزر الأندونيسيه والشرق الأوسط وبورنيو وغيرها من الأماكن،   ونتيجه لذلك لم تترك تلك الثقافات أي علامه على الثقافه الفلبينيه.

## دين

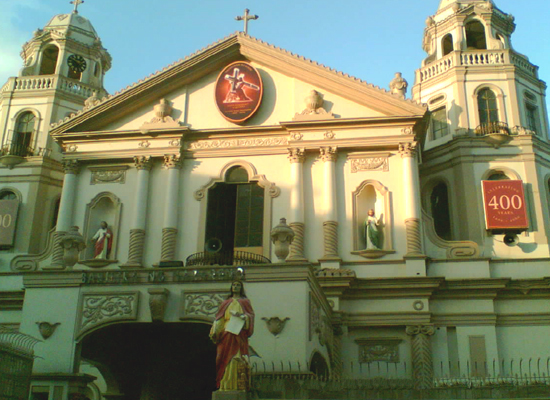
واجهة كنيسة كويابو

الفلبين هي إحدى الدولتين ذات الأغلبية الكاثوليكية الرومانية (80.58%) في آسيا والمحيط الهادئ، والآخر يجري تيمور الشرقية. وفقا للتّعداد السّكاني لعام 2014، تُشكّل المسيحية حوالي 90.07% من السكان،  بينما الإسلام هو دين لحوالي 5.57% من السكان. أمّا ال 4.37% الباقين فمنهم من ذكر لاشيء ومنهم من ذكر ديانات أخرى.
قبل وصول الإسبان وإدخال الرومانية الكاثوليكية والثقافة الغربية في القرن ال16، كان الناس الأسترونيزيه الأصليين في ما يسمى الآن الفلبين أتباع مزيج من الروحانية الشامانية، الإسلام والهندوسية والبوذية فاجرايانا.

## هندسة معمارية
كونها مستعمرة للإمبراطورية الإسبانية لمدة 300 سنة، أدخل الإسبان الهندسة المعمارية الأوروبية إلى الفلبين. وأدى انتشار الديانة المسيحية إلى بناء الكنائس الأوروبية، والهندسة المعمارية التي أصبحت فيما بعد مركزا لمعظم البلدات المدن في البلاد. وقدم الإسبان أيضا الحجارة كمادة للبناء والإسكان. ولا تزال العمارة الاستعمارية الإسبانية حاضرة في الكنائس والمدارس والأديرة والمباني الحكومية منذ قرون في جميع أنحاء البلاد. تتمركز أفضل مجموعة من العمارة الاستعمارية الإسبانية في مدينة الأسوار، انتراموروس، في مانيلا وفي المدينة التاريخية في فيغان. تعد الكنائس التي بُنيت خلال فترة الاستعمار من أفضل الأمثلة والموروثات المعمارية للطراز الباروكي الإسباني في الفلبين. كما تضم الأقاليم التاريخية مثل ايلوكوس الشمالية، البامبانجا، بولاكان، كافيت، باتانجاس، لاجونا، كويزون وايلويلو على كنائس ومنازل الحقبة الاستعمارية.
في الماضي، قبل الاستعمار الإسباني، كان كوخ نيبا (Bahay كوبو) هو الشكل الشائع للمساكن بين الفلبينيين الأصليين. يتميز  باستخدام المواد البسيطة مثل البامبو وجوز الهند لاعتبارها المصدر الرئيسي للخشب. كم يستخدم  العشب (Cogon)، و وسعف النخيل، وسعف جوز الهند كسقف من القش. يتم بناء المنازل البدائية على ركائز متينة بسبب الفيضانات المتكررة خلال موسم الأمطار. وتشمل الاختلافات الإقليمية في استخدام سقف من القش أكثر سمكا و كثافة في المناطق الجبلية، و ركائز أطول في المناطق الساحلية خاصة إذا تم بناء المنازل في المياه. أما بقية منازل السكان الأصليين  فهي على شكل أسطح خشبية ذات زوايا، فيستخدم البامبو مكان القش الورقي، مع المنحوتات الخشبية المزخرفة.
يعتبر مبنى جامعة سانتو توماس في مانيلا مثال للعمارة في عصر النهضة. تم بناء المبنى عام 1924 واكتمل عام 1927، صممه الأب روكي روانو، (O.P) و يصنف كأول مبنى مقاوم للزلازل في الفلبين. 
تتجسد العمارة الآسيوية الإسلامية في المباني كالمساجد والمعابد. أمّا العمارة المعاصرة، فتتميز بالطابع الغربي بالرغم ان المباني ذات الأصل الإسباني لا تزال شائعة في المناطق الريفية. كما يُلاحظ الطراز الأميركي بين بوابات المدن الشعبية في المدن، بما في ذلك مانيلا، والمحافظات المحيطة بها.

## الفنون البصرية

### لوحة
ويمكن الاطلاع على اللوحة الفلبينية في وقت مبكر فنجد استخدام اللون الأحمر المنزلق (الطين الممزوج بالماء) في تصاميم زينت على الفخار المستعمل في طقوس الفلبين، مثل جرة Manunggul.  تعود الأدّلة على صناعة الفخار في الفلبين إلى 6000 قبل الميلاد،حيث كان صنع الفخار في يُمارس في جميع أنحاء البلاد. ولقد كان الفلبينيون من الأوائل الذين بدأوا في صناعة الفخار قبل جيرانهم الكمبوديين، في نفس الوقت تقريبا مع التايلنديين، فيما يبدو كأنه تطور واسع في تقنيات الفخار. 
يدلّ تقليد الوشم عند الفلبينيين القدماء على وجود أساليب فنّية أخرى، حيث أشار إليهم المستكشفون البرتغاليون باسم «بينادو» أو «الناس رسمت» في فيساياس. تتضمن تصاميم مختلفة مستوحاة من النباتات والحيوانات والأجرام السماوية فتزيّن أجسادهم بمختلف الأصباغ. و قد تكون بعض الرسومات القديمة اختفت مع الزمن لكن لاتزال تتجلى في الفنون والعمارة عند الماراناو، كتنانين النجا وSarimanok المنحوتة على الPanolong، في ال Torogan أو في منزل الملك.
بدأ الفلبينيون إنشاء لوحات تتبع التقاليد الأوروبية خلال الفترة الإسبانية في القرن ال17. كانت أقدم اللوحات عبارة عن جداريات كنيسة، صور دينية مستوحاة من الكتاب المقدس، وكذلك النقوش والمنحوتات والطباعة الحجرية التي تضم الرموز المسيحية و النبل الأوروبي. أُنتجت معظم اللوحات والمنحوتات بين القرنين ال19 وال20  على شكل خليط من الأعمال الفنية، الدينية، السياسية، واللغوية، مع إبراز صفات الحلاوة والظلام والنور.
كان الرسامون الحداثيون الأوائل مثل داميان دومينغو مرتبطين مع اللوحات الدينية والعلمانية. أظهر فن خوان لونا وفيليكس هيدالغو ميولاً للطابع السياسي. و يعتبر فرناندو Amorsolo أول فنان وطني فلبيني، استخدم ما بعد الحداثة لرسم لوحات توضح الثقافة الفلبينية، والطبيعة والانسجام. في حين فنان آخر مثل فرناندو زوبل استخدم أسلوبا تجريديا و واقعيا في عمله. في 1980، ايليتو سيركا، والمعروف شعبيا باسم Amangpintor، اكتسب شهرة باستعمال شعره لصنع فرشاة التلوين الخاصة به، كما يوقع لوحاته باستخدام دمه على زاوية الجانب الأيمن. وقد طور أساليبه الخاصة دون تدريب مهني أو توجيه من أساتذة الفن.

## الشعوب الأصلية
يُعرف شعب ال Itneg بتصاميمهم المعقدة للأقمشة المنسوجة. كال binakol، وهي بطانية تتميز بتصاميم تتضمن خداعًا بصريًا.  أمّا أقمشة ال Ga'dang فهي عادة ما تكون ذات نغمات حمراء زاهية، و يمكن التعرف عليها من خلال زخرفة الخرز.
شعب أخر يسمى Ilongot تتفنن في صنع مجوهرات من اللؤلؤ، من مناقير طيور hornbill الأحمر، من النباتات و المعادن. كما تستخدم بعض المواد الأصلية كأوساط في مختلف الأعمال الفنية، خاصة في الرسم. من بين هؤلاء الفنانين Elito، وهو فنان شعبي من ، الذي يعتبر رائدا في استخدام المواد الأصلية و الطبيعية مثل الدم كوسيلة فنية. تأثر العديد من الرسامين الفلبينيين بهذه الأفكار و بدأوا في استخدام مواد مثل مستنلص البصل، الطماطم، التبغ، القهوة، الصدأ، دبس السكر و غيرها كألوان للطلاء.
أما شعوب مينداناو مثل B'laam، Mandaya، Mansaka وT'boli، فهم ماهرون في فن صباغة ألياف الأباكا، وهو نبات يرتبط بالموز، وتُستخدم أوراقه لصنع الألياف المعروفة باسم قنب مانيلا. تُصبغ الألياف بطريقة تُسمى ikat، ثم تُنسج الألياف المصبوغة في أنماط هندسية تصور موضوعات إنسانية، حيوانية، ونباتية. هناك تقنية تجمع بين العملية الفنية الشرقية والأوروبية القديمة، وتُعتبر فنًا مفقودًا ذا قيمة عالية. يُعرف عدد قليل جدًا من الأعمال الفنية التي نُفذت بهذه التقنية اليوم. مارس السكان الأصليون في جزيرة سمر هذه التقنية بين أوائل القرن السابع عشر وأواخر القرن التاسع عشر.
الكوت هو نوع فريد من الفن الفلبيني يعتمد على تقنيات تعود إلى القرن المبكر، مثل السجرافيو، الفن التشكيلي، والطبقات. دمج هذه الأنماط القديمة ينتج عنه عمل فني متميز بخطوط متشابكة بدقة، دوامات، طبقات متعددة الملمس، ووهم الفضاء ثلاثي الأبعاد.

## الفن و الموسيقى
يوجد نوعان من الأساليب الفنية الاسلامية في الفلبين. أحدهما هو النحت على الخشب المقوس. هذا الطراز، المعروف باسم "الهنيوك" و هو خاص بالنساء، و كان يتميز بتصاميم tausug و بعرض في معرض باجيو. كما هناك تصميم okir على السيوف مثل  kampilan التي يتم نحتها بمهارة عالية. و تأثر العديد من الرسامين الفلبينيين بتلك الأفكار و تم توظيفها في أعمالهم الفنية.
الفنون الموسيقية
كانت الموسيقى في الفلبين قديما مزيجا من الأصوات الأصلية، الإسلامية والآسيوية التي ازدهرت قبل الاستعمار الأوروبي في القرنين ال16 وال20. جلب المستوطنون الإسبان مجموعة متنوعة من الآلات الموسيقية، بما في ذلك المزامير، القيثارة والكمان والابواق والطبول. أدّوا الأغاني والرقصات للاحتفال بالمناسبات والأعياد. في القرن ال21، مزالت الكثير من الأغاني الشعبية والرقصات تُؤدى من خلال فرق مثل بايانيهان، Filipinescas ، Barangay- باريو، Hariraya، وفرقة Karilagan ، والجماعات المرتبطة النقابات من مانيلا، ومسارح فورت سانتياغو. 
برز العديد من الموسيقيين الفلبينيين الصدارة مثل الملحن والمايسترو أنطونيو مولينا، الملحن فيليبي P. دي ليون، المعروف عن مواضيعه الوطنية، ومغني الأوبرا Jovita فوينتيس.
تتميز الموسيقى الفلبينية في العصر الحديث بالعديد من الأنماط. معظم أنواع الموسيقى العصرية مثل الروك والهيب هوب الفلبيني إضافة إلى الأنماط الموسيقية الأخرى كالموسيقى الشعبية الفلبينية.

## الرقص
تشمل الرقصات الشعبية الفلبينية (تاينكلينج) Tinikling و (كارينوسا) Carinosa. في المنطقة الجنوبية من مينداناو، تُعد Singkil رقصة شعبية تعرض قصة الأمير والأميرة في الغابة، يتم ترتيب أعواد الخيزران في نمط تيك تاك تو، حيث تستغل الراقصات كل حركة لهذه الأعواد أثناء الرقص بمهارة و تناسق.  

## الأدب
الأدب الفلبيني هو مجموعة متنوعة وغنية من الأعمال التي تطورت على مر القرون. بدأ مع الحكايات الشعبية التقليدية والأساطير الفلبينية القديمة، ثم تحوّل إلى التركيز على التقاليد الثقافية ما قبل الاستعمار في البلاد وتاريخها الاجتماعي والسياسي خلال الاستعمار الإسباني، والتقاليد المعاصرة. كُتب الأدب الفلبيني بالكتابتين الأصلية والإسبانية  وكتبت معظم الأدبيات التقليدية في الفلبين خلال الفترة المكسيكية والإسبانية باللغات الإسبانية والإنجليزية و اللغات الفلبينية المحلية. 
بعض الأعمال الأدبية الشهيرة تم إنشاؤها من القرن 17 إلى القرن ال19. ومن بين هذه الأعمال، (Ibong Adarna) الملحمة الشهيرة عن الطائر السحري التي يُقال أنّها مكتوبة من قِبل خوسيه  دي لا كروز أو "Huseng Sisiw". 
يعتبر فرانسيسكو بالاجتاس (Balagtas) واحد من أبرز الأدباء في البلاد كما حاز على جائزة أدبية نظرا لمساهماته في الأدب الفلبيني و من أعظم أعماله،  Florante at laura الذي يعتبر من روائع الأدب الفلبيني. كتب Balagtas هذه الملحمة خلال فترة سجنه. 
كتب خوسيه ريزال، البطل القومي للفلبين، الروايتين Noli me Tangere (لا تلمسني) و EL Filibusterismo (العصر الحديد والمعروفة أيضا باسم عهد الطمع) اللتين تنددان بالفساد و الاستبداد خلال الحكم الإسباني.

## السينما ووسائل الإعلام
خلال السنوات التكوينية للسينما الفلبينية، ابتداءا من عام 1930، كان ذلك وقت اكتشاف الفيلم كوسيلة جديدة للتعبير عن الأعمال الفنية. واستُمدت النصوص والأوصاف في الأفلام من العروض المسرحية الشعبية والأدب الفلبيني.
ظهور السينما في الفلبين يرجع إلى الأيام الأولى لصناعة الأفلام في عام 1897، عندما قام صاحب مسرح إسباني بعرض الصور المتحركة المستوردة.
في 1940 , شهدت السينما الفلبينية تطورا كبيرا ووعيا بالواقع الاجتماعي، حيث أصبحت الأفلام الوطنية شعبية. كانت الأفلام تتناول مواضيعا حول الحرب والبطولة،  وقد لاقت نجاحا كبيرا بين الجماهير الفلبينية.
شهدت السينيما الفلبينية عصرا ذهبيا أول مرة في 1950، مع ظهور المزيد من الأفلام الفنية و الناضجة، والتحسن الكبير في التقنيات السينمائية للمخرجين. كما قامت الاستوديوهات المنتجة في صناعة السينما الفلبينية بتقديم العديد من الأفلام سنويا وبدأت عدة مواهب المحلية بالحصول على اعتراف دولي.  خلال هذه الفترة فاز العديد من المخرجين والممثلين على جوائز لأول مرة. ومع اقتراب نهاية هذا العقد، تعرضت الاستوديوهات للاحتكار و الضغوط نتيجة النزاعات بين العمال و الإدارة. في الستينات، تراجعت جودة الأفلام و ظهرت الروح التجارية بشكل أكبر المنتشرة في صتاعة السينما. 
اعتبرت فترة السبعينات و الثمنينات فترة اضطراب في صناعة السينما الفلبينية، حيث تم إحداث تغييرات إيجابية وسلبية على حد سواء. تناولت الأفلام مواضيع أكثر جدية بعد فترة الأحكام العرفية. وبالإضافة إلى ذلك، ظهرت افلام الويسترن، والأكشن، والدراما، والكوميديا، و الأفلام الموجهة للكبار  بجودة أحسن صورة وصوتا وكتابة. 
عام 1980 شهد وصول السينما البديلة أو المستقلة في الفلبين. و في عام 1990، نالت الدراما و الكوميديا الرومانسية الموجهة للمراهقين شعبية كبيرة.
الفلبين، كونها واحدة من أوائل الدول المنتجة لصناعة السينما في آسيا، ولا تزال تتمتع بمستويات عالية من قبول الأفلام في دور العرض في آسيا. وقد سجلت صناعة السينما الفلبينية انخفاض في عدد مشاهدي الأفلام من 131 مليون في 1996 إلى 63 مليون في عام 2004. بعد أن كان الإنتاج مرتفعا في عام 1950 بمعدل 350 فيلما في السنة، و 200 فيلما في السنة خلال 1980s، انخفض معدل إنتاج صناعة السينما الفلبينية في 2006 إلى عام 2007. وشهد القرن ال21 نهضة الأفلام المستقلة من خلال استخدام التكنولوجيا الرقمية، وحققت العديد من الأفلام تقديرا و مكانة على المستوى الوطني. مع ارتفاع معدلات إنتاج الأفلام في الماضي، ظهر العديد من الفنانين الذين شاركوا في أكثر من 100 + الأدوار في السينما الفلبينية، و حظوا بتقدير كبير من المشجعين ورواد السينما.

## مطبخ
قام الفلبينيين بطهي مجموعة من الاطعمة المتنوعة متأثرين بالغرب والمحيط الهادئ والمطبخ الآسيوي. ويعتبروا الفلبينيين عن اندماج ما بين الغرب وآسيا.
في القرن 16 المستعمرين والرهبان الأسبانيين قد جلبوا معهم ما تنتجه الأمريكيتين مثل الفلفل الحار، الطماطم، الذرة، البطاطا وطريقة القلي مع الثوم والبصل حيث ان تناول الطعام في الخارج هي هواية الفلبينيين المفضلة. يتكون بينوي الغذائي النموذجي على أكثر من ست وجبات في اليوم: وجبة الالإطار ووجبة خفيفة والغداء ووجبة خفيفة والعشاء ومرة آخر وجبة خفيفة منتصف الليل قبل الذهاب إلى النوم. الارز هو العنصر الرئيسي في النظام الغذائي للفلبينيين، وعادة ما تؤكل مع اطباق أخرى. من العادة ان الفلبينيين يستخدموا الملاعق والشوك مع بعض، وعند تناولهم المأكولات البحرية يستخدمون لها السكاكين. والبعض أيضا يأكلوا بأيديهم، الخاصة في الجو الغير الرسمي، وعند تناول المأكولات البحرية. ويتم تقديم الارز والذرة والاكلات الشعبية مثل أدوبو (الحساء اللحم المصنوعة من لحم الخنزير أو الدجاج), ليمبايا (اللحوم أو لفات الخضار), ليشون بابوي (خنزير مشوي) يتم تقديمة على طبق.
و تشتمل على اطباق شعبية آخر التي جلبت من اسبانيا وجنوب شرق آسيا ولها تأثيرات ومن ضمنها افريتادا، اسادو، كوريزو، امباناداس، ماني (الفول السوداني المحمص), باكسي (السمك أو لحم الخنزير المطبوخ في الخل والماء مع بعض التوابل مثل الثوم والفلفل), بان دي سال (الخبز من الملح), باسكادو فريتو (السمك المشوي أو المقلي), سيسيح، تورتا (عجة), كير- كير (حساء ذيل الثور), كلاوين، بيناكيت (يخنة الخضار) بينابيتن، وسينيجانج (حساء التمر الهندي مع مجموعة متنوعة من لحم الخنزير والاسماك أو الجمبري). بعض الاكلات التي تبدوا شهية لبعض الفلبينيين ولكنها تبدوا غير شهية لدى الغرب تشمل بالوت (بيضة مسلوقة مع بطة), لونوجيشا (السجق الحلو) ودينيجيان (حساء مصنوع من الدم ولحم الخنزير).
الوجبات الخفيفة الشعبية والحلويات مثل شيشرون (لحم الخنزير مقلي أو جلد الدجاج), هالة، هالة (الثلج المسحوق مع الحليب المتبخر مع شرائح الفاكهة الاستوائية والفاصوليا الحلوة), بيتو (كعك الارز الابيض), كعكة الارز (كعكة الارز مع الزبدة أو تاكل مع السمن والبيض المملح), اينسامادا (لفة الحلوة مع الجبن المبشور في الاعلى), بولفران (مسحوق الحلوى), شكولاتة ساخنة (شوكولاتة) وفي العادة يؤكل الوجبات الثلاث الرئيسية خارج.
و تشتمل المشروبات الفلبينية الشعبية بيرة سان ميغيل، تاندي رام وعرق جوز الهند وطوبا.
كل محافظة لها خصوصيتها والاذواق تختلف في كل منطقة. في بيكول وعلى سبيل المثال الاطعمة هي أكثر توابل مقارنة باي مكان آخر في الفلبين. بايتس (صلصة السمك)، سوكا (الخل)، توبو (صلصة الصويا)، الانشوجة وتجد صلصة الموز الأكثر شيوعا في المنازل الفلبينيين والمطاعم.
سلاسل الوجبات السريعة الغربية مثل ماكدونالدز، ويندي، كنتاكي وبيتزا هت هي مشهد مألوف في البلاد. السلاسل الغذائية المحلية مثل جوليبي المعتدل من متجر المخبوزات، دجاج مقلي، وشاوكينغ وهي أيضا لها شعبية حيث انها تنافست بنجاج ضد سلاسل الوجبات السريعة الدولية .

## التعليم
وقد تأثر التعليم في الفلبين بالإيديولوجية الغربية والشرقية والفلسفات من الولايات المتحدة وإسبانيا والدول الآسيوية المجاورة . في حوالي السن الرابعة يدخل الطلاب الفلبينيون إلى المدارس الإبتدائية (6-7 سنوات)، ليدرسوا من الصف الأول إلى الصف السادس ثم ينتقلون إلى المدرسة الإعدادية التي تضم الصف 7 إلى الصف 10 ثم يتخرجون بعد ذلك.
منذ اأن قامت الفلبين بتنفيذ نظام k-12 أصبح الطلاب يرتادون المدرسة الثانوية (SHS) لمدة عامين. هذا النظام يُعدّهم للكلية وفقا للمسارالذي يختارونه مثل ABM (المحاسبة وإدارة الأعمال)، العلوم والتكنولوجيا والهندسة والرياضيات، HUMSS (العلوم الإنسانية والعلوم الاجتماعية) ومسارات أخرى من ضمنها TECH-VOC )التدريب المهني). للطلاب الحرية لإجراء اختبار القبول القبول الجامعي (CEE) التي تؤهلهم للدخول للكلية أو الجامعة (3-5 سنوات) أوالبحث عن عمل بعد تخرجهم في المدرسة الثانوية .
توجد أنواع أخرى من المدارس في البلاد من ضمنها المدارس الخاصة، والمدارس التحضيرية، والمدارس الثانوية التجريبية والمدارس الثانوية للعلوم . من أشهر هذه المدارس المدرسة الكاثوليكية الخاصة بسبب المعتقدات الدينية يفضل الفلبينيون المدارس الكاثوليكية حيث يكون شعارها و ألوانها جزءا من هويتها.
يبدأ العام الدراسي في الفلبين في يونيو وينتهي في شهر مارس و تكون الإجازة الصيفية لمدة شهرين من إبريل إلى مايو كما هناك أيضا عطلة بين الفصول الدراسية وعيد الميلاد ورأس السنة الميلادية الجديدة وتكون لمدة أسبوعين . تُجرى حاليا تغييرات على النظام الأكاديمي حيث قامت الجامعات بتبني التقويم الأكاديمي الغربي ويبدأ الآن العام الدراسي في شهر أغسطس.
في عام 2005 انفقت الفلبين ما يقارب 138USدولار لكل تلميذ مقارنة ب 582,1 US دولار في سنغافورة، و 728,3 في اليابان، و 852 USدولار في تايلند.

## الرياضات
أرنيس وهو شكل من أشكال فنون الدفاع عن النفس في الفلبين وهي رياضة وطنية. ومن بين أكثر الرياضات شعبية في البلاد نجد كرة السلة، الملاكمة،  كرة القدم،  البلياردو، الشطرنج، البولينج، سيباك تاكرو ومصارعة الديوك. كما تحظى الدودجبول، كرة الريشة والتنس التي بشعبية كبيرة أيضا.
حققت الفلبين نجاحا دوليا في الألعاب الرياضية ومن ضمنها الملاكمة، كرة القدم، البلياردو، البولينج والشطرنج. من أبرز الرياضيين المشهورين نجد: فلاش إيلورد و فرانسيسكو جيلادوا في الملاكمة، باولينو الكانتار في كرة القدم، كارلوس لوزاج وروبرت جاوورسكي ورامون فرنانديز في كرة السلة، ايفرين رييس وفرانسيسكو بوستامانتي في البلياردو، رافائيل نيبونوسينو في البولينج العشرة ويوجين توري وريناتو نارانجى في لعبة الشطرنج ومارك مونوز في فنون القتال المختلطة.
مالارونج بامبانسا وهو مهرجان رياضي يعد لقاءا رياضيا سنويا بين المدارس العامة، وقد بدأ في عام 1948. في نهاية المطاف انضمت الجامعات والمدارس الخاصة إلى هذا الحدث الوطني، فأصبح يعرف باسم «مالارونج بامبانسا» في عام 1976 وهي بمثابة دورة في الألعاب الاولمبية الوطنية للطلاب حيث يتنافسون في المسابقات على المستوى الوطني. ومن بين الرياضات التي شملها الحدث عام 2002:  كرة القدم، الجولف، الرماية، تنس الريشة، البيسبول، الشطرنج، الجمباز، التنس، الكرة اللينة، السباحة، تنس الطاولة، التايكوندو، سباقات المضمار والميدان وكرة الطائرة .

## فنون الدفاع عن النفس
هنالك عدة أشكال من فنون الدفاع عن النفس التي نشأت في الفلبين (على غرار فنون الدفاع عن النفس "سيلات" التي تمارس في أجزاء آسيا)، و تشمل أسكريما (القتال القائم بالسلاح والمعروف أيضا باسم ارنيس وأحيانا في الغرب باسم كالي)، بنانتوكان (تقنيات القتار بالأيدي) وبناجكمان (المكون الملاكمة لفنون الدفاع عن النفس الفلبينية).

## العاب الفلبينية التقليدية
واحدة من الألعاب الفلبينية التقليدية الفلبينية هي (لوكسنتناك)، وهي لعبة شعبية لدى الأطفال الفلبينيين حيث يتعين على المرء القفز فوق الحواجز تيناك (tinik) والوصول إلى الجانب الآخ بسلام. هناك عدة ألعاب تقليدية أخرى مثل اليويو، بايكو، باتيناترو، باهي، كوبو، بيوزوي وسنكا.
تونغ هي لعبة قمارشعبية يلعبها المتسابقون من خلال محاولة التخلص من جميع البطاقات عن طريق اختيار أيدي البوكو بحكمة. أمّا سنكا تُلعب على متن لوحة باستخدام محارة البحرالصغير، حيث يحاول اللاعبون جمع أكبر عدد من المحار، ويُحدّد الفائز بناءا على من يكون معه معظم المحار عندما تصبح جميع الحفرعلى اللوحة فارغة. 
الفلبينيون لديهم أيضا ألعاب تستخدم فيها خنافس تربط و تدوّر لصنع صوت، كما في لعبة سلاجنبانجونغ التي وصفها تشارلز باتجيز (وهو عالم حشرات أمريكي) في سفرته إلى نيجروس حيث اكتشف هذه اللعبة التي تستخدم فيها الخنافس لخلق تأثير صوتي يشبه "غونغ" باستخدام الكيروسين. كما هناك لعبة البيكو التي هي النسخة الفلبينية من لعبة الحجلة حيث يرسم الأطفال سلسلة من المستطيلات باستخدام الطباشير على الأرض مع مستويات مختلفة، ويتنافس الأطفال فيما بينهم بشكل فردي أو  كفرق، يستخدم اللاعبون "باماتو" أي حجر مسطح أونعال أو أي شيء يمكن أن يرمى بسهولة لعبور المربعات.

## جماعات السكان الأصليون
الشعوب الأصلية في الفلبين تتكون من عدد كبير من المجموعات العرقية الأسترونيزية. هم أحفاد السكان الأسترونيزيين الأصليين في الفلبين الذين استقروا في الجزر منذ آلاف السنين، وحافظوا خلال هذه العملية على العادات و التقاليد الأصلية الخاصة بهم .
في عام 1990 , شكلت أكثر من 100 مجموعة من شعوب الجبال (المرتفعات) ما يقارب ثلاثة بالمئة من سكان الفلبين. على مر القرون، ظل سكان المرتفعات محافظين على ثقافاتهم الأصلية. كانت الفنون الشعبية لهذه الجماعات تحمل معنى عميقا، وهي من بقايا التقاليد الأصلية التي ازدهرت في جميع أنحاء الفلبين قبل وصول الإسلام والإسبان.
سكان المناطق الجبلية هي مجموعة عرقية بدائية مثل الفلبينيين الآخرين، وعلى الرغم من أنها لم تكن على تواصل كبير مع العالم الخارجي إلّا أنهم عرضوا مجموعة متنوعة من أشكال التعبير الثقافي المحلي والمهارات الفنية. أظهروا مستوى عاليا من الإبداع مثل إنتاج الأواني ، المجوهرات، الملابس والأسلحة.  وتصمنت هذه الشعوب مختلف الفئات من الايغوروت وهي مجموعة تشمل بونتوك، ابالوا، ايغوغا، سنينك، كالينجا وكانكناي، الذين بنوا المدرجات الأرز منذ آلاف السنين . 
وقد شهدت هذه المجموعات مستوى متنوعا من حيث التكامل والتثاقف بين الفلبينيين المسيحيين. وتشمل الشعوب الأصلية الأخرى سكان المرتفعات الجبلية في مينداناو، الذين ظلوا معزولين عن التاثيرات الغربية والشرقية .

## الشتات الفلبيني
المهاجر الفلبيني في الخارج هو شخص من أصل فلبيني يعيش خارج الفلبين . وهذا المصطلح ينطبق على أشخاص من أصل فلبيني، سواءا كانوا مواطنين أو مقيمين في بلدان أخرى. في كثير من الاحيان، يشار إليهم باسم "العمال الفلبينيين المهاجرين". هنالك ما يقارب 11 مليون من الفلبينيين الذين يعيشون في مختلف أنحاء العالم، أي ما يعادل 11% من مجموع السكان في الفلبين.
كل عام، يهاجر الآلاف من الفلبينيين للعمل في الخارج من خلال وكالات التوظيف وبرامج الهجرة المختلفة، بعضهم يصبحون مقيمين دائمين في الدول الأخرى في أغلب الأحيان. غالبا ما يعمل الفلبنيون كأطباء، ممرضين، محاسبين، خبراء تقنية المعلومات، مهندسين ومعمارين، فنانين، فنيين، معلمين، عسكرين، طلاب ،مقدمي الرعاية والخدمة المنزلية والعمالة المنزلية .
شهدت الهجرة الدولية زيادة في عدد العمال الفلبينيين الماهرين، الذين يقومون بوظائف العمال الغير الماهرين في الخارج مما أدى ذلك إلى ما يعرف بهجرة الأدمغة لا سيما في قطاعي الصحة و التعليم. كما يحدث أحيانا أن يخضع الأطباء الفلبينيون إعادة التدريب ليصبحوا ممرضين في بلدان أخرى، بالإضافة إلى برامج العمل الأخرى.
بالنسبة للمقارنة بين الشعوب الايغوروت والفلبينيين الذين تأثروت بالاستعمارالأمريكي والإسباني تظهر أن الفلبينيين، وخاصة التغالوغ تأثروا بسكل كبير بالثقافتين الأمريكية و الإسبانية. كتب جوزيف رونتو عن اختلاط الفلبين بثقافة المورو والايغوروت مشيرا إلى أن بعض الفلبينيين يعانون من «متلازمة المئزر» في محاولة للتعويض عن تأثيرات المستعمر وثقافته من خلال التمسك بملابس الايغوروت والوشوم. 
إريك جون راموس ديفيد  تناول هذه الظاهرة في كتبه "brown skin, white" ،"the psychology of oppression"  حيث يناقش قمع عقول الفلبيينين وتأثيرالاستعمار الأمريكي. 
أما بالنسبة لاسم "الفلبين"، الذي استُمد من اسم فيليب الثاني، فقد قوبِل بازدراء من قبل المسلمين المورو وبدلا من ذلك يفضلون أسماء أخرى تعكس أصولهم و ثقافتهم.

## المهرجانات
المهرجانات في الفلبين، والمعروفة محليا باسم "الحفلات"، يعود تاريخها إلى الفترة الاستعمارية الأسبانية عندما قدم الإسبان المسيحية إلى البلاد . تمتلك معظم البلدات والمدن الفلبينية قديسا شفيعا خاصا بهم، وتكون الحفلات إما دينية أو ثقافية أو كلاهما . تقام هذه المهرجانات لتكريم قديس أو لإحياء التاريخ والثقافة، مثل الترويج للمنتجات المحلية وللاحتفال بالحصاد الوافير.  يمكن تصنيف الحفلات حسب الأنشطة التي تشمل: القداسات الدينية، المواكب، المسيرات، المسرحيات وإعادة تمثيل، الطقوس الدينية أو الثقافية، المعارض التجارية، الحفلات الموسيقية، بالإضافة إلى الألعاب المختلفة والمسابقات.

## معرض صور

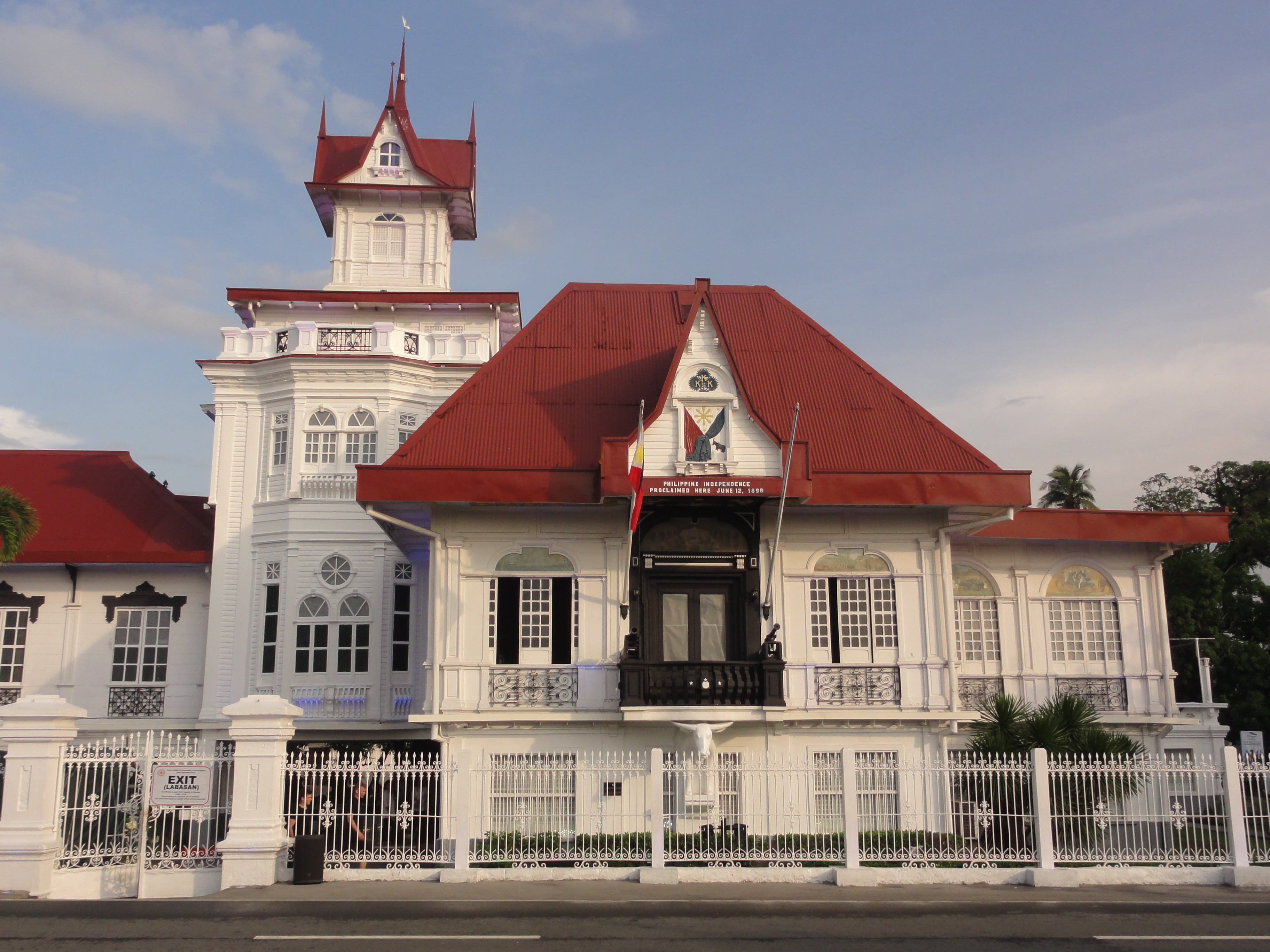
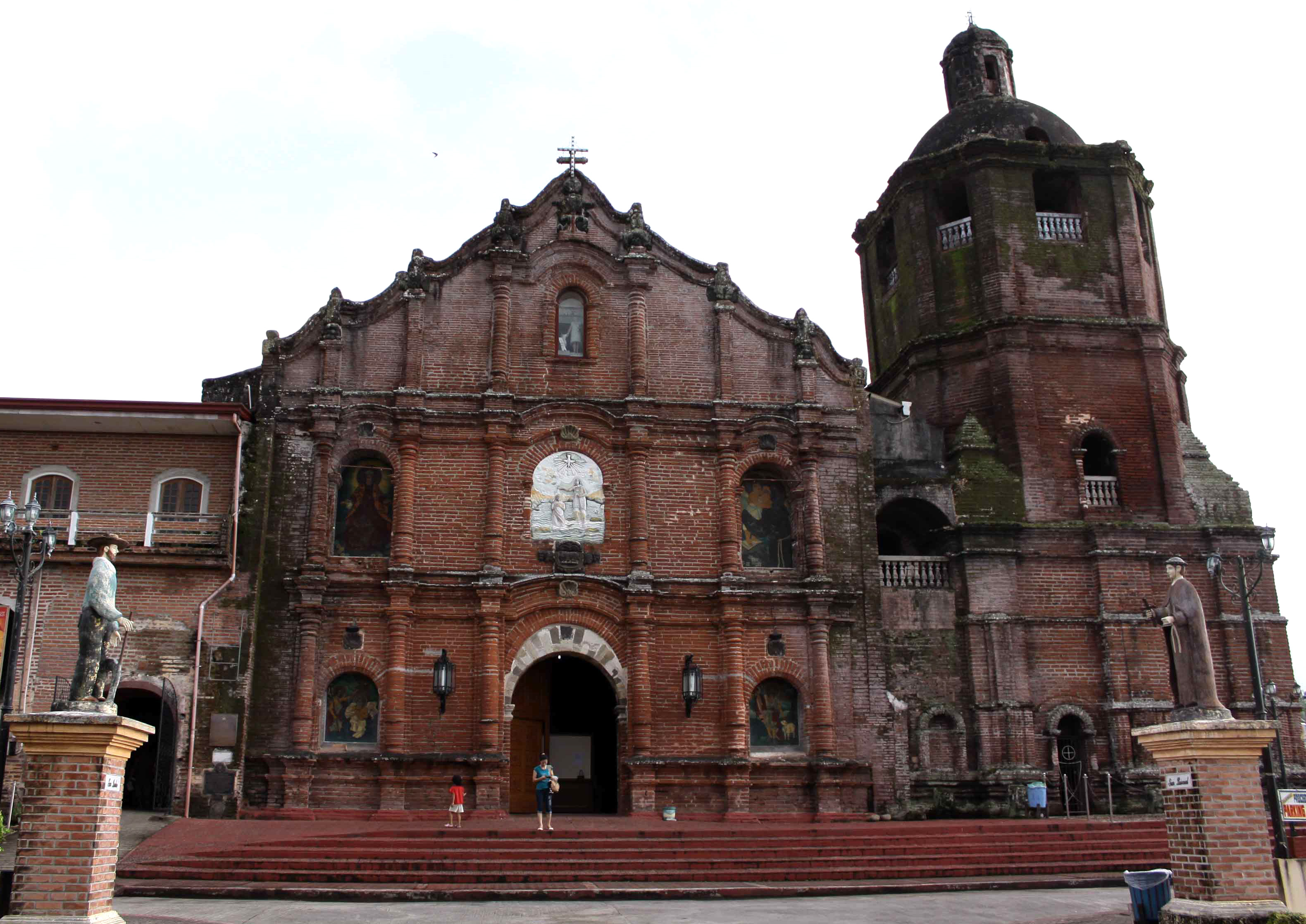
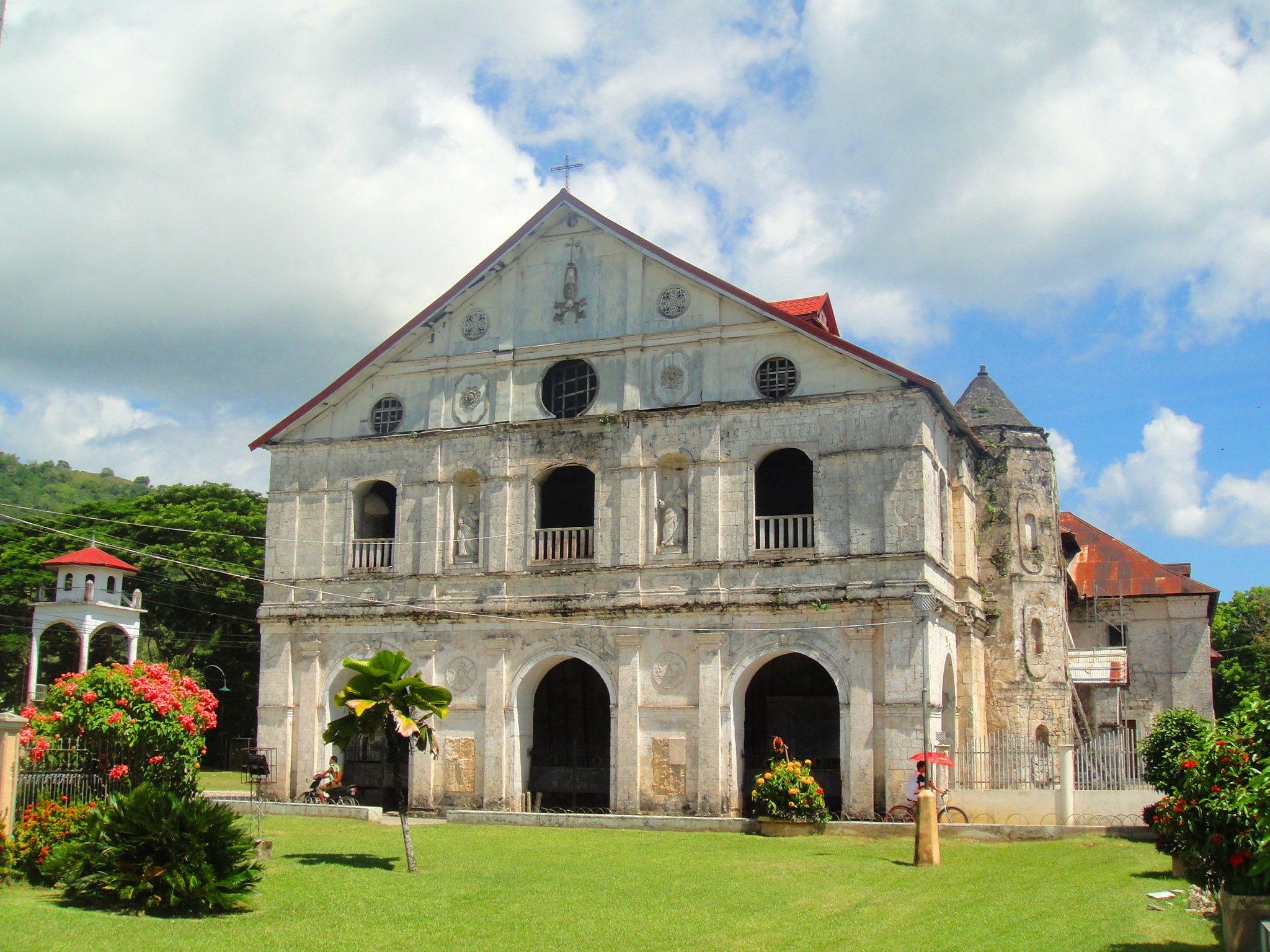
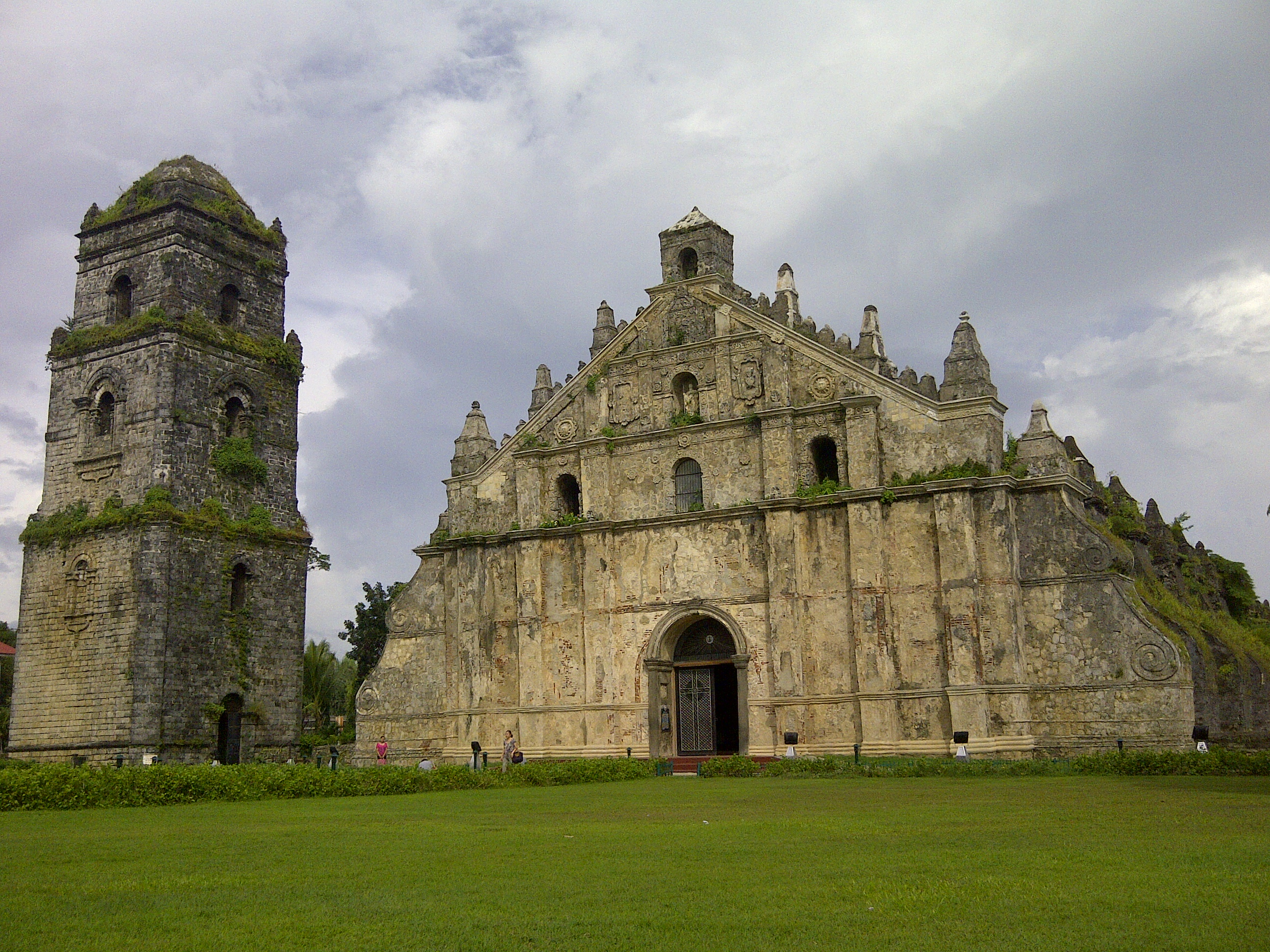
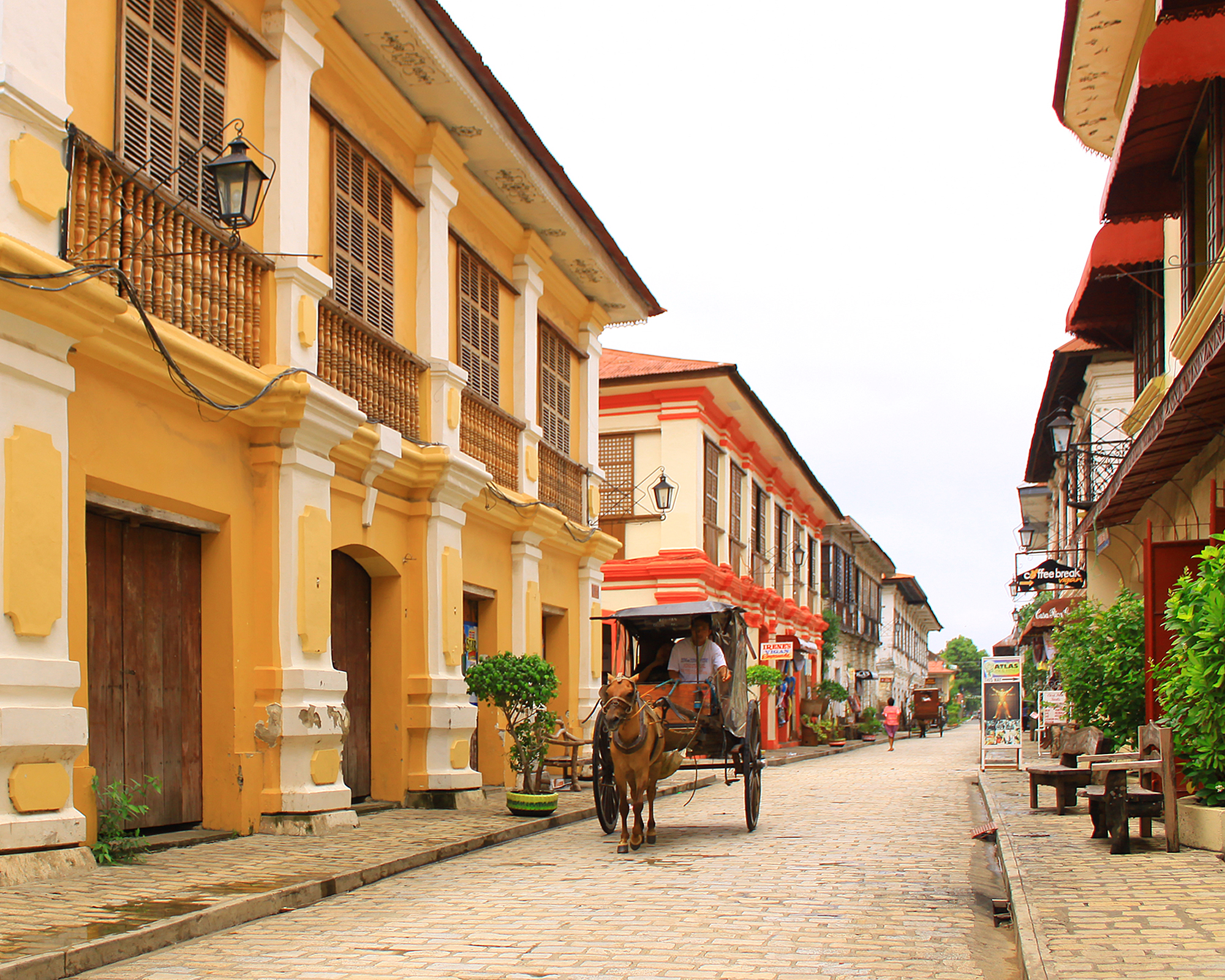